# Jan Prokopowicz (działacz antykomunistyczny)
Jan Prokopowicz (ur. 28 marca 1932, zm. 13 maja 2023) – współzałożyciel Demokratycznej Armii Krajowej - młodzieżowej organizacji antykomunistycznej. Więzień polityczny w latach 1950-1954. Społecznik i hodowca róż. Autor książek "Miłość zdeptana lecz nieujarzmiona", "W służbie Bogu, ojczyźnie i bliźnim", "Zagłada i gehenna ocalenia".

## Życiorys[1]
W latach 1944–1949 uczył się w Gimnazjum Handlowym w Strzyżowie. W czerwcu 1949 roku zdał małą maturę. Działał w drużynie harcerskiej im. Tadeusza Kościuszki przy Gimnazjum i Liceum Handlowym w Strzyżowie. 1 września 1949 roku wraz z czwórką kolegów założył nielegalną organizację antykomunistyczną, której 22 września nadano nazwę Demokratyczna Armia Krajowa.  Jan Prokopowicz (ps. "Krymski" i "Bakunin") sprawował funkcje szefa sztabu i przewodniczącego rady DAK.  We wrześniu 1949 roku rozpoczął naukę w Liceum Handlowym w Strzyżowie. Aresztowany w dniu 28 kwietnia 1950 roku podobnie jak większość członków DAK. Po śledztwie prowadzonym przez WUBP, skazany przez Wojskowy Sąd Rejonowy w Rzeszowie wyrokiem z dnia 8 września 1950 roku na dziewięć lat więzienia, pozbawienie praw publicznych i honorowych na trzy lata oraz przepadek mienia. Karę odbywał w więzieniu na zamku Lubomirskich w Rzeszowie, w więzieniu politycznym we Wronkach, w więzieniu karnym w Rawiczu oraz Progresywnym Więzieniu dla Młodocianych w Jaworznie. Zwolniony przedterminowo 31 stycznia 1954 roku ze względu na zły stan zdrowia spowodowany gruźlicą. Po początkowych znacznych trudnościach ze znalezieniem pracy od 1966 roku pracował jako inspektor w Wojewódzkim Związku Gminnych Spółdzielni "Samopomoc Chłopska"  w Rzeszowie. Do 1979 roku pozostawał pod obserwacją aparatu bezpieczeństwa z powodu podejrzeń  o dalsze utrzymywanie kontaktów z członkami „nielegalnej organizacji DAK". Był uznanym hodowcą róż, działał w Polskim Towarzystwie Miłośników Róż na terenie południowej Polski. Po transformacji systemowej w Polsce podjął szereg działań mających na celu rehabilitację członków DAK oraz upamiętnienie działań organizacji, poprzez publikacje książkowe i udział w organizacji różnych wydarzeń. Od 1955 roku był żonaty z Zofią Bury (1931-1986), również członkinią DAK.
Zmarł 13 maja 2023.

## Publikacje
- Jan Prokopowicz, Młodość zdeptana lecz nieujarzmiona. Demokratyczna Armia Krajowa w latach 1949-1955. Szkice, wspomnienia i dokumenty w opracowaniu Jana Prokopowicza, Rzeszów: Poligrafia Wyższego Seminarium Duchownego w Rzeszowie, 1999, ISBN 83-86985-86-0.
- Jan Prokopowicz, W Służbie Bogu ojczyźnie i bliźnim: wspomnienia o księdzu infułacie Józefie Sondeju, Rzeszów: ”Bonus Liber” Wydawnictwo i Drukarnia Diecezji Rzeszowskiej, 2010, ISBN 978-83-62488-34-6.
- Jan Prokopowicz, Zagłada i gehenna ocalenia, Rzeszów: ”Bonus Liber” Wydawnictwo i Drukarnia Diecezji Rzeszowskiej, 2015, ISBN 978-83-64519-88-8.